# Kitzinger Mainebene
Als Kitzinger Mainebene wird die naturräumliche Haupteinheit 137.0 innerhalb des Steigerwaldvorlandes (Über-Haupteinheit 137) der Mainfränkischen Platten (Haupteinheitengruppe 13) bezeichnet. Es handelt sich um einen zumeist ebenen Abschnitt zwischen dem weiter im Westen gelegenen Mittleren Maintal (133) (in dem auch die namensgebende Stadt Kitzingen liegt) und dem sich im Osten anschließenden Iphofen-Gerolzhofener Steigerwaldvorland (137.1). Im Norden wird die Haupteinheit von den Flugsandgebieten um Dimbach begrenzt, im Süden bildet der Ifftalbereich (130.01) im Ochsenfurter Gau und Gollachgau (130) die Grenze. Das Gebiet ist gekennzeichnet durch die klimatisch trockene Lettenkeuperebene. Während im Norden um Dimbach und Albertshofen noch eine ausgeprägte Sandauflage mit Dünenbildung vorherrscht, wird der Süden weit weniger von diesen Flugsanden beherrscht. Landwirtschaftlich überwiegt der Feldgemüsebau und der Obstanbau, der weiter westlich vorkommende Weinbau ist fast nicht mehr vorhanden.

## Naturräumliche Gliederung
Die Kitzinger Mainebene gliedert sich naturräumlich wie folgt:
- (zu 137 Steigerwaldvorland)
  - 137.0 Kitzinger Mainebene
    - 137.00 Mainbernheimer Ebene
    - 137.01 Albertshofener Flugsandgebiet
    - 137.02 Dimbacher Flugsandgebiet